# Oberflächenmessung
In der Chemie dient die Oberflächenmessung zur Bestimmung der spezifischen Oberfläche eines Pulvers. Es gibt mehrere Verfahren:
- Sorptionsverfahren, bei denen die spezifische Oberfläche durch Adsorption von Gasen bestimmt wird, z. B. die BET-Messung
- Fotometrische Verfahren
- Durchströmungsverfahren, beispielsweise mit dem Blaine-Gerät

In der Geophysik wird der Begriff Oberflächenmessung genutzt, um eine Gruppe von Messverfahren zusammenzufassen, welche sämtlich von der Erdoberfläche aus messen, jedoch im Regelfall den Untergrund zum Messgegenstand dienen.